# بكيني الأميرة ليا
بكيني الأميرة ليا هو زي أيقوني ارتدته الممثلة كاري فيشر التي قامت بدور الأميرة ليا في فيلم حرب النجوم الجزء السادس: عودة الجيداي.برغم أنها ظهرت بهذا الزي في مشهدين فقط إلا أنه جعل من كاري رمز جنسي.